# Référendum constitutionnel liechtensteinois de 2023
Un référendum constitutionnel a lieu le 29 janvier 2023 au Liechtenstein. Les électeurs sont amenés à se prononcer sur un amendement constitutionnel interdisant l'activité des casinos sous cinq ans.
L'amendement est rejeté à une large majorité.

## Objet

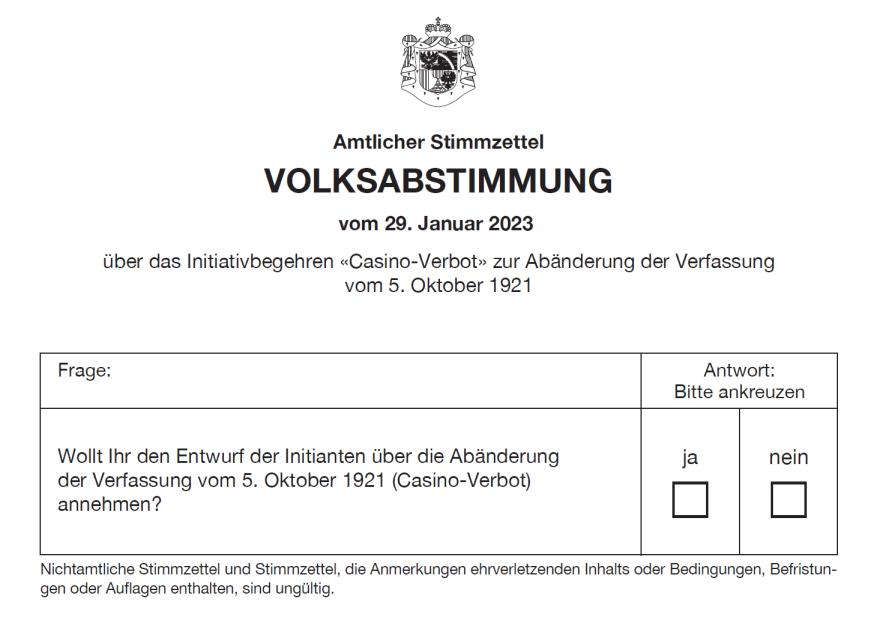
Bulletin de vote utilisé.

En 2022, après près de six décennies d'interdiction des jeux d'argent de 1949 à 2010, le Liechtenstein possède sur son territoire un total de cinq casinos proposant des jeux de hasard et d'argent dans le cadre d'une loi datant de 2016. Le secteur dégage 28 millions de Francs suisse de revenus pour l'état en 2022, représentant 3 % des revenus fiscaux de l'année,.
Un comité d'initiative populaire propose le 23 mars 2022 de modifier la constitution afin d'y inscrire l'interdiction des casinos, ceux existants disposant de cinq ans pour cesser leurs activités à partir de l'entrée en vigueur de l'amendement,,. Il s'agit d'un référendum constitutionnel d'origine populaire : dans le cadre de l'article 64-2 de la constitution, le projet de révision de la constitution fait l'objet d'une demande de mise au vote par un minimum de 1 500 inscrits. 
Le gouvernement décide de soumettre le texte à l'avis de la Cour d’État en raison de doutes sur la compatibilité de la mesure avec le droit en vigueur au sein de l'Espace économique européen. La Cour finit par statuer qu'en cas de vote positif de l'amendement, tous les sites ayant des activités similaires devraient fermer sur la base de l'égalité de traitement. Le Landtag donne par conséquent son feu vert à la procédure de collecte de signatures le 1er septembre suivant. Cette dernière prend place du 8 septembre au 20 octobre 2022 et réunit 2 265 signatures valides. Le nombre requis de signatures ayant été réuni, le projet d'amendement est présenté au Landtag, qui le rejette le 2 novembre 2022 par 20 voix contre 5, déclenchant sa mise à référendum sous trois mois,
. Deux jours plus tard, le Landtag vote par 13 voix contre 12 la mise en place d'un moratoire interdisant l'ouverture de nouveaux casinos jusqu'en 2025, indépendamment du résultat du référendum,. La date d’organisation du scrutin est quant à elle fixée le 8 novembre 2022 au 29 janvier 2023.

## Résultats
| Choix                  | Votes  | %     |
| ---------------------- | ------ | ----- |
| Pour                   | 3 778  | 26,68 |
| Contre                 | 10 383 | 73,32 |
|                        |        |       |
| Votes valides          | 14 161 | 99,26 |
| Votes invalides        | 85     | 0,60  |
| Votes blancs           | 20     | 0,14  |
| Total                  | 14 266 | 100   |
| Abstention             | 6 454  | 21,15 |
| Inscrits/Participation | 20 720 | 68,85 |